# 景監
景監，生卒年不详，景氏，战国时期秦国宦官，多次向秦孝公举荐商鞅，使其得到重用。

## 生平
景监早年事迹不详，《史记索隐》根据他的景氏推测他是楚国公族的后代，后为秦国宦官，成为秦孝公的宠臣。
前362年，秦孝公在秦国国内发布求贤令，命宾客群臣献富国强兵之策。在魏国的商鞅得知后通过景监面见秦孝公。商鞅第一次用帝道游说秦孝公，孝公听后直打瞌睡并通过景监指责商鞅是个狂妄之徒，不可任用。五日后，商鞅再次会见秦孝公，用王道之术游说，孝公不能接受并再次通过景监责备商鞅。商鞅第三次会见秦孝公时用霸道之术游说，获得孝公的肯定但没有被采用，但商鞅此时已领会孝公心中的意图。最后商鞅见孝公时畅谈富国强兵之策，孝公听时十分入迷，膝盖不知不觉向商鞅挪动，二人畅谈数日毫无倦意。景监不得其解，向商鞅询问缘由。商鞅说秦孝公意图在当今争霸天下，所以对耗时太长才能取得成效的帝道、王道学说不感兴趣。后商鞅得到秦孝公的重用，在秦国进行了商鞅变法。

## 评价
景监数次向秦孝公推荐商鞅，为秦孝公重用商鞅起到了重要的作用，历史上对于景监多有肯定的评价：范晔称赞景监：景监、缪贤着庸于秦、赵。司马贞评价景监：卫鞅入秦，景监是因。现代学者马非百对景监评价很高，他认为世人虽然对商鞅通过景监走后门得到秦孝公的任用存在非议，但景监对于商鞅的肯定以及信任，其慧眼识人才的能力不次于魏国国相公叔痤。

## 其他形象

### 文学形象
长篇历史小说《东周列国志》中，景监于第八十七回《说秦君卫鞅变法 辞鬼谷孙膑下山》登场，篇中对于景监向秦孝公推荐商鞅有润色描写。
此外，孙皓晖的长篇历史小说《大秦帝国·第一部·黑色裂变》中，景监也是重要人物。

### 影视形象
2009年首播的电视剧《大秦帝国·第一部·裂变》中，景监由于洋饰演。